# Fort de Pagny-la-Blanche-Côte
Le fort de Pagny-la-Blanche-Côte, appelé aussi fort de Pagny et brièvement fort Vaucouleurs, est un ouvrage fortifié se trouvant sur la limite entre les communes de Champougny (dans le département de la Meuse) et d'Uruffe (en Meurthe-et-Moselle). Construit à la fin du XIXe siècle, il avait pour mission de servir de fort d'arrêt dans la « trouée de Charmes », entre la place forte de Toul et celle d'Épinal.

## Un fort d'arrêt
À la fin de la guerre franco-allemande de 1870, la frontière franco-allemande est tracée au milieu de la Lorraine, séparant la Meurthe-et-Moselle, qui reste française, et l'Alsace-Lorraine, qui fait désormais partie de l'Empire allemand. Presque aussitôt, la République française fait construire de nouvelles fortifications le long de cette nouvelle frontière, une ligne discontinue appelée le système Séré de Rivières : quatre puissantes places fortes ont été aménagées le long de cette frontière, les places de Verdun, de Toul, d'Épinal et de Belfort, composées d'une ceinture de forts et de batteries et largement garnies d'artillerie et d'infanterie. Si ces places sont réunies deux à deux par des rideaux de forts (le rideau des hauts de Meuse entre Verdun et Toul et le rideau de la Haute-Moselle entre Épinal et Belfort), un vaste espace entre les deux ensembles a été laissé libre : la « trouée de Charmes ». Cette trouée de 59 km de large (entre l'ouvrage du Chanot près de Toul et le fort de Dogneville près d'Épinal), un appât assez évident, est tout de même renforcée par cinq forts isolés, appelés « forts d'arrêt », contrôlant les axes ferroviaires pour rendre difficile une offensive : ce sont les forts de Manonviller (à l'est de Lunéville), de Frouard (au nord de Nancy), de Pont-Saint-Vincent (au sud de Neuves-Maisons), de Pagny (au sud-ouest de Toul) et de Bourlémont (à l'ouest de Neufchâteau).
Le fort de Pagny est construit au sommet (389 mètres d'altitude) d'une des côtes bordant la Meuse, juste au nord de Pagny-la-Blanche-Côte, protégeant ainsi le flanc sud du rideau défensif des hauts de Meuse. Le fort a été renforcé par la batterie d'Uruffe 500 m plus à l'est (48° 33′ 16″ N, 5° 44′ 04″ E) et par la batterie de Pagny à un kilomètre au sud-ouest (48° 32′ 42″ N, 5° 43′ 04″ E), qui couvrent les angles morts.

## Histoire
Par le décret du 21 janvier 1887, le ministre de la Guerre Georges Boulanger renomme tous les forts, batteries et casernes avec les noms d'anciens chefs militaires. Pour le fort de Pagny, son « nom Boulanger » est en référence à la commune voisine de Vaucouleurs, où passa Jeanne d'Arc et où est né le général Joseph Boyer de Rébeval : le nouveau nom devait être gravé au fronton de l'entrée. Dès le 13 octobre 1887, le successeur de Boulanger au ministère, Théophile Ferron, abroge le décret. Le fort reprend officiellement son nom précédent.
En 1910-1912, le fort est déclassé, car non modernisé : les canons de rempart et de flanquement sont retirés et la garnison réduite. En 1920, le fort est acheté par un particulier, qui fait démonter la tourelle d'artillerie. De 1940 à 1944, les occupants allemands le font transformer en ferme et font venir des ouvriers polonais afin d'y cultiver notamment la pomme de terre.
En 2005, les environs du fort sont classés site Natura 2000 sur une surface de 141 ha, au titre des « pelouses, forêts et fort de Pagny-la-Blanche-Côte », couvrant tout particulièrement les éboulis de la côte, les pelouses calcaires et les hêtraies. Les chauves-souris hivernent dans les souterrains du fort et des deux batteries.
En 2010, le fort a été mis en vente sur le site leboncoin.fr. La caserne a été aménagée pour servir de chambre d'hôte. En 2015, l'association « Le Fort Alternatif » a été créée pour valoriser le site.

## Description
Le fort est entouré d'un fossé lui donnant une forme de losange, délimitant une surface de 2,4 hectares. La défense des fossé est confiée à deux caponnières doubles. Le centre du fort est occupé par le casernement construit en maçonnerie et recouvert de terre, autour duquel sont disposés les plateformes d'artillerie, séparées par des traverses-abris. L'armement est complété par une tourelle Mougin modèle 1876, armée de deux canons de 155 mm, installée au nord-est du fort.